# Friedrich Wilhelm Dittmar
Friedrich Wilhelm Dittmar (* 29. Mai 1935 in Homburg) ist ein deutscher Gynäkologe und Geburtshelfer.

## Leben
Friedrich Wilhelm Dittmar studierte Medizin an der Ludwig-Maximilians-Universität München. 1955 wurde er im Corps Normannia-Vandalia München aktiv. 1960 wurde er in München zum Dr. med. promoviert. 1968 erfolgte seine Habilitation. 1973 wurde er von der Christian-Albrechts-Universität zu Kiel zum außerplanmäßigen Professor ernannt. Dittmar war Chefarzt für Frauenheilkunde und Geburtshilfe am Klinikum Starnberg und Lehrbeauftragter der Universität München.
Dittmar arbeitete auf dem Gebiet der Gynäkologie und Geburtshilfe, zuletzt über die Anwendung von Naturheilverfahren in seinem Arbeitsgebiet. Er verfasste zahlreiche Publikationen in wissenschaftlichen Zeitschriften und war Verfasser oder Mitarbeiter von teils mehrbändigen Sammelwerken seines Arbeitsgebietes.

## Auszeichnungen
- Bundesverdienstkreuz am Bande, 2002

## Schriften
- Experimentelle Untersuchungen an Ratten zur Frage des Ersatzes von Vitamin B1 durch Sorbit , 1960
- Frauenheilkunde von heute, vierbändiges Werk (zusammen mit Hans-Peter Legal), Band 1: Die Mutterschaft, 1978, Band 2: Die reife Frau, 1979, Band 3: Die Gesundheit des Mädchens, 1979, Band 4: Die Frau in den Wechseljahren, 1979
- Naturheilverfahren in der Frauenheilkunde und Geburtshilfe, 1. Auflage 1994, 2. Auflage 1998, 3. erweiterte und überarbeitete Auflage 2003
- Enzyme – Aktivstoffe für Frauen, 1. Auflage, 1996 (zusammen mit Jutta Wellmann), englische Übersetzung 2000